# Sheikh Omar Njie
Sheikh Omar Njie (* 20. Jahrhundert) ist ein Politiker im westafrikanischen Staat Gambia.

## Leben
| Parlamentswahl | Stimmen    | Stimmanteil |
| -------------- | ---------- | ----------- |
| 1997           | 1.834      | 55,16 %     |
| 2002           | einstimmig | 100,00 %    |

Njie trat bei den Parlamentswahlen 1997 als Kandidat der Alliance for Patriotic Reorientation and Construction (APRC) im Wahlkreis Banjul North an. Zuvor war er seit der Zeit der Ersten Republik Ratsmitglied eines Bezirks im selben Wahlkreis. Er gewann den Wahlkreis mit 55,16 % der Stimmen vor Ebrima Ndow, den Kandidaten der United Democratic Party (UDP). Bei den folgenden Parlamentswahlen 2002 trat Njie erneut an. Weil es keinen Gegenkandidaten im Wahlkreis gab, behielt er den Sitz in der National Assembly. Bei den Parlamentswahlen 2007 trat Njie nicht mehr an und zog sich aus der Öffentlichkeit zurück.